# Gonzalo Testa
Gonzalo Testa Ornat (* 7. Januar 1976) ist ein spanischer Springreiter.

## Privates
Testa war mit der Milliardenerbin Marta Ortega Pérez, zukünftige Erbin von Amancio Ortega, liiert. Diese stellte ihm das international erfolgreiche Pferd Mme Pompadour zur Verfügung.

## Sportliche Erfolge
Der größte sportliche Erfolg von Testa Ornat war die Teilnahme an den Europameisterschaften 2007. Hier erreichte er mit Mme Pompadour den 22. Platz in der Einzelwertung, in der Mannschaftswertung belegte er mit dem spanischen Team Rang acht. Im internationalen Reitsport war Gonzalo Testa Ornat zuletzt im Jahr 2008 aktiv.

## Pferde
- Mme Pompadour M (* 1995), Selle Français-Fuchsstute, Vater: Apache d’Adriers, Muttervater: Effendi II, Besitzer: Marta Ortega Peréz; bis Mitte 2005 von Fabio Crotta geritten, dann von Michel Robert und Marta Ortega Peréz geritten, 2007 von Gonzalo Testa Ornat geritten, Anfang 2008 bis Anfang 2009 erneut von Michel Robert geritten, Reiter seit März 2009 ist Sergio Alvarez Moya[4]
- Knockando Sebioune  (* 1998), Selle Français-Fuchswallach, Vater: Rox de la Touche, Muttervater: Galant de la Cour, seit Ende 2008 von Mark Kelly geritten[5]
- Epsom Piereville (* 1992), Selle Français-Fuchswallach, Züchter: M. Georges Brohier Vater: Ulior des Isles, Dam: Sonate Piereville, Sire of Dam: Muguet du Manoir, Testa ist selbst Eigentümer[6] nicht mehr im internationalen Sport aktiv